# سنوسرت الأول
سنوسرت الأول (الدولة المصرية الوسطى: س-ن-وسرت وتعني الرجل ذو القوة) كما إن الاسم أيضاً في صيغته الإنجليزية يُنطق سيزوستريس الأول، وهو ثانى ملوك الأسرة الثانية عشر. تولى حكم مصر من عام 1971 إلى عام 1926 قبل الميلاد (1920 إلى 1875 قبل الميلاد)، وكان واحد من أقوى ملوك هذه الأسرة. اشترك في حكم مصر مع والده الملك أمنمحات الأول خلال الأعوام 1975 إلى 1965 قبل الميلاد. وانفرد بحكم مصر بعد وفاة والده وامتدت فترة حكمه إلى 43 سنة ازدهرت خلالها الحياة في مصر. وأشرك ابنه في الحكم خلال الثلاثة أعوام الاخيرة من حكمه، من 1932 إلى 1930 قبل الميلاد والذي أصبح امنمحات الثاني. وس-ن-وسرت كان معروف بلقبه التتويجي «كا-خبر-رع»، والذي يعني (تجلي «روح» رع).
لقد واصل سياسات والده التوسعية ذات الطابع الهجومي في النوبة، وذلك بالمبادرة بإرسال حملتين إلى هذه المنطقة، الأولى كانت في عامه العاشر والثانية كانت في عامه الثامن عشر من حكم مصر، وأقر حدود مصر الجنوبية الرسمية بالقرب من الشلال الثاني حيث وضع فيها حامية دفاعية وأقام عليها لوحة النصر. كما نظم حملة إلى واحات الصحراء الغربية. وأقر علاقات دبلوماسية مع بعض حكام المدن في سوريا والأراضي الكنعانية. كما أن له محاولات في ترسيخ مركزية الهيكل السياسي للبلاد عن طريق دعم القبائل البدوية الموالين له. وشهدت فترة حكمه استقراراً وتطوراً في العديد من المجالات. فكانت مستويات الأدب والصناعة في أوجّهما. كما تميزت هذه الفترة بازدهار الثروة المعدنية واستخراج الذهب وإنتشار المشغولات الذهبية الدقيقة بوفرة. وهذا بالإضافة إلى الجهد الكبير الذي تم بذله في تدبير الأحجار الكريمة والفيروز والنحاس اللازمة لعمل الحلى وما تتطلبها أعمال النحت. وكان من نتائج هذه الفترة أقامة هرمه ومعبده الجنائزي في اللشت بالقرب من الفيوم، وهي العاصمة الجديدة التي أقامتها الأسرة الثانية عشر بعد مغادرة طيبة، وتم العثور له فيها على العديد من التماثيل هناك. وتم ذكر شخصية الملك س-ن-وسرت الأول في قصة سنوهي عندما قالت أنه قد أسرع بالرجوع من حملته العسكرية في ليبيا إلى القصر الملكي في منف بعد سماعه واقعة إغتيال والده أمن-م-حات الأول.

## العائلة
إن علاقات الملك الأسرية معروفة جيداً. فالملك س-ن-وسرت الأول هو ابن الملك أمن-م-حات الأول. ووالدته كانت أميرة من الأميرات إسمها نفريتانن. وزوجته الرئيسية كان إسمها نفرو الثالثة، وكانت أخته في نفس الوقت، ووالدة خليفته الملك أمن-م-حات الثاتي. وإبنه المعروف هو الملك أمن-م-حات الثاني والأميرات إيتاكايت وسبات. أما هذه الأميرة الأخيرة فكانت على الأرجح بنت الملكة نفرو الثالثة حيث أنها قد ظهرت معها في إحدى النقوش.

## البرنامج الإنشائي
لقد أرسل س-ن-وسرت الأول العديد من حملات استخراج المعادن إلى سيناء ووادي الحمامات، وقام ببناء العديد من المزارات والمعابد في جميع أنحاء مصر والنوبة خلال فترة حكمه الطويلة. وأعاد بناء معبد «رع-أتوم» في هليوبوليس، الذي كان مركزاً لعبادة الشمس. وأقام هناك مسلتين مصنوعتين من الجرانيت الأحمر بمناسبة الإحتفال بعيد يوبيل «الحب سد» الموافق لعامه الثلاثيني على حكم مصر. ولا تزال إحدى هاتين المسلتين باقيةً في موقعها، وهي تُعتبر أقدم مسلة قائمة في مصر. ومكان هذه المسلة هو منطقة «المسلة» بالمطرية بالقرب من حي عين شمس (هليوبوليس). وإرتفاعها هو 67 قدم، وتزن 120 طن أو 240,000 رطل.
لقد تم توثيق بناء س-ن-وسرت الأول لعدد من المعابد الكبرى في مصر القديمة، بما في ذلك معبد «من» بقفط، ومعبد «ساتت» بالفنتين، ومعبد الشهر في أرمنت، ومعبد الشهر في الطود حيث يوجد له نقش طويل محفوظ هناك.

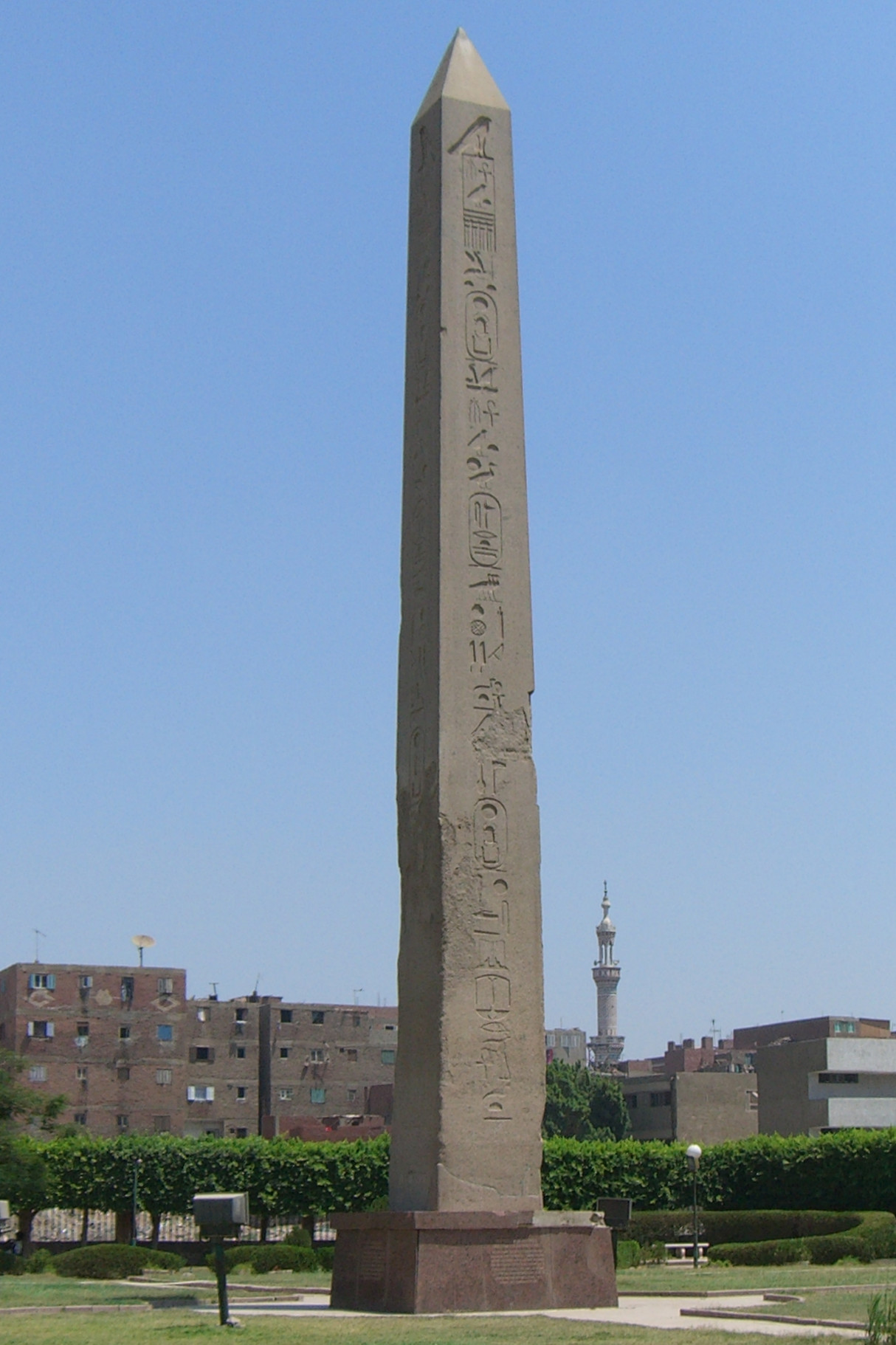
مسلة هليوبوليس (س-ن-وسرت الأول)

لقد تم بناء مزار بالكرنك به نقوش فاخرة من أجود الأنواع تخص س-ن-وسرت (المزار معروف باسم الهيكل الأبيض أو هيكل اليوبيل الثلاثيني)، وذلك لإحياء ذكرى يوبيله الثلاثيني. وهذا المزار قد تم ترميمه لاحقاً بنجاح من خلال العديد من الكتلة الحجرية التي إكتشفها هنري شيفرير عام 1926. ونجده أخيراً قد أعاد ترميم معبد «خنتي أمنتيو أوزوريس» (أوزوريس إِمَام الغربيين) بأبيدوس، وذلك بجانب مشاريعة الكبرى الإنشائية الأخرى.

### معبد عين شمس
أقام له معبدًا في مدينة هيلوبولس تم التعرف عليه من خلال بردية كُتبت بعد عصره بنحو 500 عام، وتحتوي على النقوش التي قدمها تذكارًا للاحتفال العظيم الذي أقامه عند إتمام معبد الشمس وقد كانت هذه النقوش في بادئ الأمر منقوشة على لوحة وضعت في فناء المعبد ثم نقلها الكاتب على بردية، وهناك نص ما تبقى منها:
| سنوسرت الأول         | وسأقوم الآن بعمل وهو إقامة معبد عظيم لوالدي إله الشمس وسأجعله منيرًا بقدر ما جعلني مظفرًا، وسأمد مائدته بالطعام على الأرض، وسأشيد بيتي هذا على الأرض المقدسة، وبذلك سيذكر طيبتي في هذا المعبد وسيكون اسمي مخلدًا | سنوسرت الأول |
| — بردية معبد عين شمس | |              |

### مسلة عين شمس
يعتبر من أهم إنشاءاته مسلته التي لا تزال قائمة في موضعها الأصلي في منطقة المطرية أقدم المسلات الخمس التي لا تزال قائمة في مكانها الأصلي.أما باقي مسلات الفراعنة فقد نُقلت إلى عواصم المدن الأوروبية وأمريكا. ويبلغ ارتفاع مسلته 66 قدم وهي كتلة واحدة من الجرانيت الأحمر، وقد نُقش على كل من جوانبها سطر من النقوش الهيروغليفية، يدل على أن مقيمها هو سنوسرت الأول وأنه صنعها تذكارًا في عيد سد.

### إنشاء المعابد
كان لسنوسرت نشاط خاص في إقامة المعابد في جميع أنحاء مصر حيث شيد سنوسرت الأول معبدًا في الفيوم لم يبقَ منه إلا المسلة وتضمنت المعابد أيضا في ذلك معبد مين في قفط، ومعبد ساتيت على الفنتين، ومعبد في أرمنت ومعبد أخر في الطود.

### هرم سنوسرت الأول
الهرم إرتفاعه 61.25 متر. وهو منحدر الوجوه الأربعة 49 درجة 24 '. استخدم الهرم طريقة بناء لم يسبق لها مثيل في تاريخ بناء الأهرام المصرية. هذه الطريقة الجديدة في البناء لم تكن فعالة لذلك يعاني الهرم المكتمل من مشاكل في الاستقرار.
مدخل الهرم في رقعة الهرم عند سفحه، وكان الممر عندما وجد الهرم والذي يؤدي إلي حجرة الدفن مسدود بقطع كبيرة من الجرانيت، والهرم محاط بجدار عظيم زُين بألواح منقوشة باسم الملك سنوسرت الأول وعلى مقربة من هذا الهرم، أقام كاهن هليوبولس الأعظم أمحوتب قبرًا له، وتدل ظواهر الأحوال على أنه هو الذي أشرف على بناء هذا الهرم.

## البلاط الملكي
إن بعض الأعضاء الرئيسين في بلاط الملك س-ن-وسرت الأول معروفين. فنجد أن الوزير إنتف-إقر قد تقلد هذا المنصب في بداية حكمه، وهذه الشخصية تم التعرف عليها من خلال العديد من النقوش ومن خلال قبرة المجاور لهرم أمن-م-حات الأول. ويبدوا أنه قد شغل هذا المنصب لفترة طويلة من الزمن وجاء من بعده وزير إسمه س-ن-وسرت. وبخصوص أمناء الخزانة فنعرف عنهم إثنين كانوا في عهد الملك: سوبك-حتب (في العام الثاني والعشرين) ومنتو-حتب. أما هذا الأخير فيوجد له مقبرة ضخمة بجوار هرم الملك، ويبدوا أنه كان المهندس المعماري الرئيسي لمعبد آمون بالكرنك. كما تم توثيق العديد من المدراء الساميين. فنجد من بينهم حور، وهي شخصية تم التعرف عليها من خلال العديد من اللوحات ومن خلال نقش موجود في وادي الهودي حيث من الواضح أنه كان قائداً لحملة الغرض منها هو جمع حجر الجمشت. وإحدى هذه اللوحات ترجع إلى العام التاسع من حكم الملك. وقد تقلد هذا المنصب من بعده أحد الشخصيات التي تدعى ناخر في حوالي العام الثاني عشر من حكم الملك. ولديه مقبرة في منطقة اللشت. وشخصية تدعى إنتف، وكان إبناً لإمرأة إسمها سات-آمون، وتم التعرف عليها مرة آخرى من خلال العديد من اللوحات، إحداهما ترجع إلى العام الرابع والعشرين والأخرى ترجع إلى العام الخامس والعشرين من حكم الملك س-ن-وسرت الأول. وشخصية أخرى إسمها إنتف كان إبناً لإمرأة تدعى سات-وسر، وعلى الأرجح أنه كان أيضاً مديراً سامياً في عهد الملك.

## الخلافة الملكية
لقد تم تتويج س-ن-وسرت الأول شريكاً في الحكم مع والده أمن-م-حات الأول في العام العشرين من حكمه. وهو بدوره قد عين إبنه أمن-م-حات الثاني شريكاً له في نهاية حياته. فمسلة «وب-واوت» تعود إلى العام الرابع والأربعين من حكم س-ن-وسرت الأول والعام الثاني من حكم أمن-م-حات الثاني، وبالتالي يكون قد عينه في وقت ما في عامه الثالث والأربعين من حكم مصر. ويُعتقد أن س-ن-وسرت الأول قد توفى خلال عامه السادس والأربعين من توليه العرش حيث أن قائمة تورين تنسب إليه عهداً يمتد إلى 45 عاماً.

## أعماله الحربية

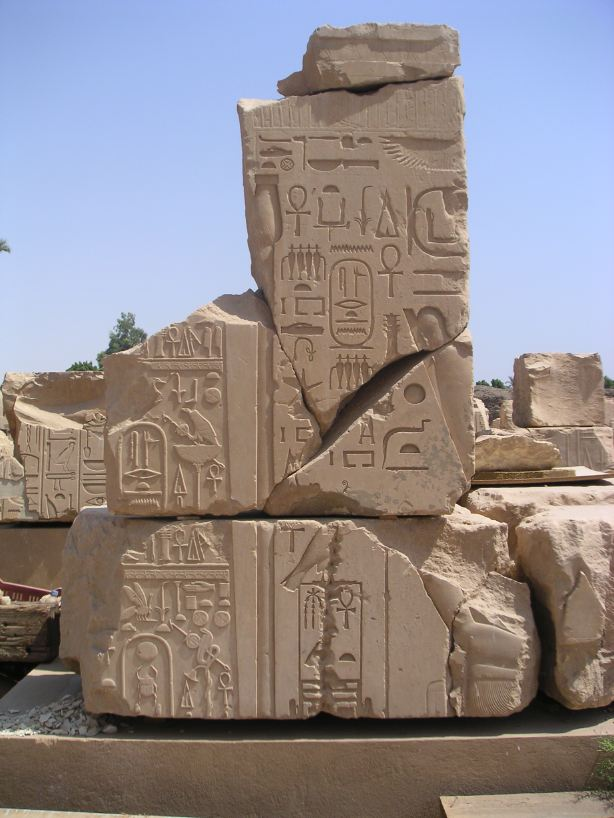
اسم الملك سنوسرت الأول مسجل على أحد جدران معبد آمون بالكرنك

يُعتبر الملك سيزوستريس الأول من أعظم فراعنة الدولة الوسطى. قام خلال العام 18 من حكمه بحملة جنوب مصر وامتدت الحدود حتى وصلت إلى الشلال الثاني على نهرالنيل بالقرب من وادي حلفا. وأقام عندها حصنا لتأمين البلاد من الجنوب. وكانت هذه هي المرة الأولى التي امتدت فيها حدود مصر إلى تلك المنطقة. وفي العام 25 من فترة حكمه حدث قحط ومجاعة في البلاد. وذُكر في مخطوط وجد في منطقة التود أن الناس هجمت على المعبد هناك بسبب المجاعة واستولوا على ما فيه من مخزون الطعام.

### حملة بقيادة منتو حتب لإخضاع النوبيين
من أهم الحملات العسكرية التي وقعت في عهد سنوسرت الأول حملته التي قام بها حتى الشلال الثالث، وكان غرضه منها إخضاع قبائل السود وتثبيت حدود مصر الجنوبية إلى نقطة تبعد نحو 250 كيلومترًا من جنوبي وادي حلفا التي تعتبر الآن الحد الشمالي لبلاد السودان، وبذلك تصبح كل بلاد النوبة السفلية وشمال السودان خالية من كل اعتداء أو غزو من جهة السود.
ولقد بقي السبب الذي دعا إلى هذه الحملة غامضًا إلي أن أوضحت الإكتشافات الأثريه أنه قد حدث زحف قام به أقوام من السودان في العصر الذي يقع بين الدولة القديمة والدولة الوسطى، وتابعوا سيرهم حتى الشلال الأول، وتوغلوا في الأراضي المصرية نفسها حتي وصلوا مدينة الكاب.

### حملة أكوديدي إلى الواحات
موظف يدعي إكوديدي خلف نقشًا موجودًا الآن في المتحف البريطاني ذكر فيه حملته إلى الواحة الخارجية قائلا:
| سنوسرت الأول         | لقد حضرت من طيبة بوصفي عامل الملك الخاص لأقوم برغباته، وقد كنت على رأس فرقة من الجنود لزيارة أرض سكان الواحة؛ لأني موظف ممتاز يعرفه سيده بنفاذ بصيرته ويتمدَّح به موظفو القصر، وقد أقمت هذا القبر عند سلم عرش الإله الأعظم أوزير لأجل أن أكون في ركابه، في حين أن الجنود الذين يتبعون جلالته يقدمون لروحي من خبزه ومؤنته، كما يفعل رسول الملك عندما يأتي ليفحص حدود جلالته، وقد أرِّخت بالسنة الرابعة والثلاثين من حكم هذا الفرعون. | سنوسرت الأول |
| — أكوديدي موظف الملك | |              |

## معرض صور

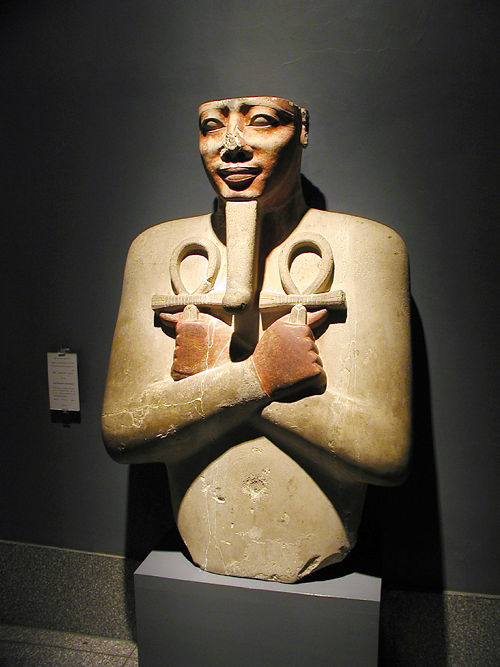
تمثال الملك سيزوستريس الأول في صورة أزوريس.
وزن حجري عليه خرطوش للملك س-ن-وسرت الأول
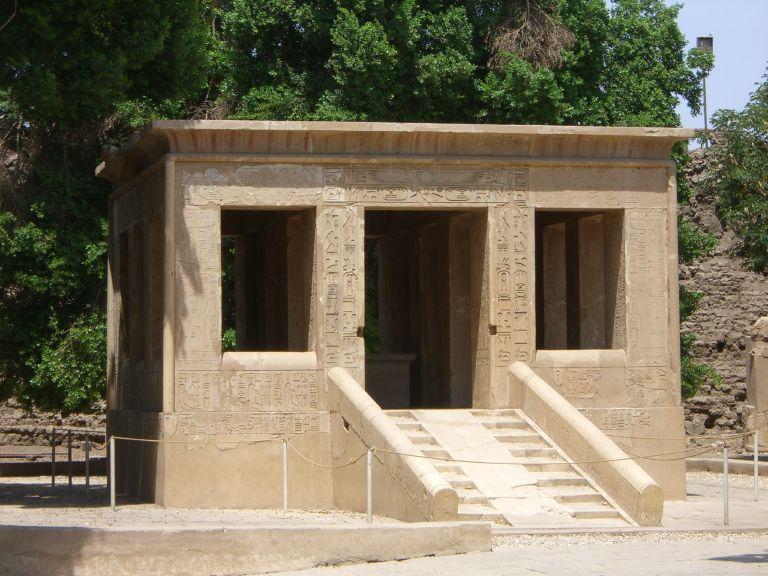
الهيكل الأبيض الخاص بالملك س-ن-وسرت الأول الموجود في معبد الكرنك
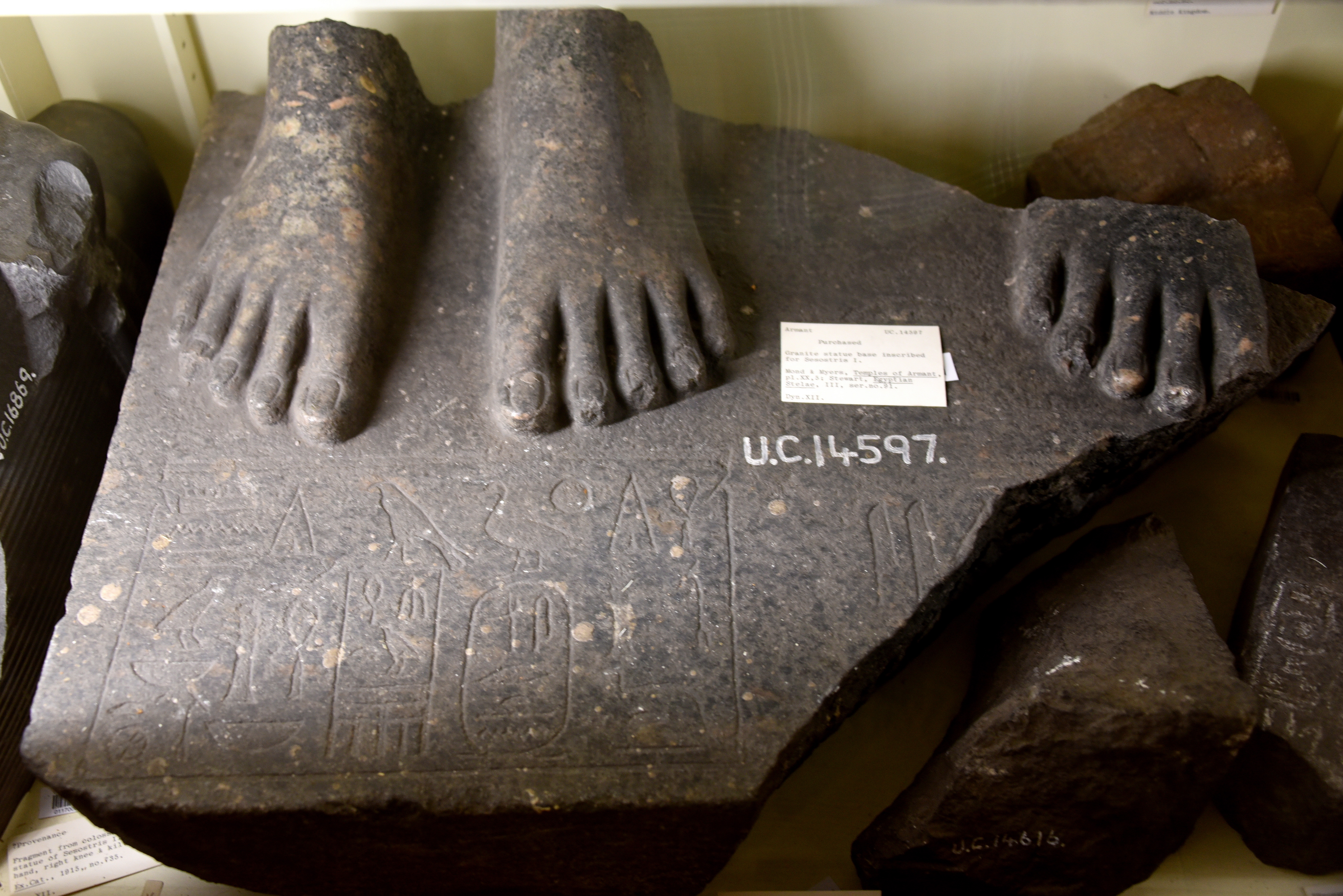
قاعدة تمثال من الجرانيت عليه نقوش بأسم الملك س-ن-وسرت الأول (سيزوستريس). القاعدة يظهر عليها قدمين لشخصية أنثوية على الجانب الأيمن من قدم الملك اليمنى. تم العثور عليه في منطقة أرمنت، مصر.

## وصلات خارجية
- Senusret (I) Kheperkare
- Sesostris I Kheperkare